# Paralaoma insularis
Paralaoma insularis är en snäckart som först beskrevs av Cotton 1938.  Paralaoma insularis ingår i släktet Paralaoma och familjen punktsnäckor. Inga underarter finns listade i Catalogue of Life.